# Roman Coppola
Roman François Coppola (Neuilly-sur-Seine, 22 april 1965) is een Amerikaanse regisseur, scenarist, producent en acteur. Hij is de zoon van Francis Ford Coppola en de broer van Sofia Coppola, met wie hij regelmatig samenwerkt. Daarnaast is hij ook bekend van zijn samenwerkingen met regisseur Wes Anderson, met wie hij The Darjeeling Limited (2007) en Moonrise Kingdom (2012) schreef.

## Biografie
Roman Coppola werd in 1965 geboren als de zoon van filmregisseur Francis Ford Coppola en artdirector Eleanor Neil. Hij werd geboren in het Franse Neuilly-sur-Seine, een voorstad van Parijs, waar zijn vader op dat ogenblik verbleef om het scenario van de oorlogsfilm Paris brûle-t-il? (1966) te schrijven.
Coppola groeide op in een beroemde familie van filmmakers. Zijn jongere zus Sofia Coppola is net als zijn vader een regisseur. Zijn broer Gian-Carlo, die in 1986 overleed, was een producent. Zijn neven, Jason Schwartzman en Nicolas Cage, zijn beroemde acteurs.

## Filmcarrière
Coppola werkte reeds als kind mee aan de filmproducties van zijn vader Francis Ford Coppola. Zo speelde hij een van de kinderen van het personage Tom Hagen (Robert Duvall) in The Godfather (1972). Twee jaar later vertolkte hij de jonge Sonny Corleone in The Godfather Part II (1974).
Hij studeerde aan de filmafdeling van New York University en mocht begin jaren 1990 als regisseur van de second-unit meewerken aan Bram Stoker's Dracula (1992), een horrorfilm die door zijn vader geregisseerd werd. Voor die film creëerde hij onder meer de traditionele visuele effecten. Hij was later ook de regisseur van de second-unit voor Jack (1996), The Rainmaker (1997), Youth Without Youth (2007) en Tetro (2009).
Gedurende de jaren 1990 regisseerde hij verscheidene muziekvideo's. Zo maakte hij videoclips voor artiesten als Daft Punk, Moby, Fatboy Slim en Green Day. In 2000 regisseerde hij de clip voor het nummer "Funky Squaredance" van Phoenix. In die videoclip legt Coppola uit wie hij is en hoe de clip tot stand is gekomen. Het filmpje werd later een onderdeel van de permanente collectie van het Museum of Modern Art in New York. Daarnaast regisseerde Coppola ook verschillende reclamespots, waaronder die van de Ugoff-campagne (2004) van Burger King. In 2013 filmde hij ook reclamespots voor de verzekeringsmaatschappij GEICO.
In 2001 ging CQ, zijn debuutfilm als regisseur, buiten competitie in première op het filmfestival van Cannes. De komedie speelde zich af in de jaren 1960 en focuste zich op het leven van een jonge filmmonteur. Zijn tweede film, A Glimpse Inside the Mind of Charles Swan III (2012), was eveneens een komedie. Voor dat project kon hij rekenen op de medewerking van bekende acteurs als Charlie Sheen, Bill Murray en Jason Schwartzman.
In 2004 werkte Coppola voor het eerst samen met regisseur Wes Anderson. Hij was toen de regisseur van de second-unit voor The Life Aquatic with Steve Zissou. Vervolgens schreven Coppola en Anderson samen de scenario's voor The Darjeeling Limited (2007) en Moonrise Kingdom (2012). Voor die laatste film werd het duo genomineerd voor een Oscar.

## Filmografie
| Titel                                                | Regisseur | Scenarist | Regisseur second-unit | Producent | Acteur | Opmerking                      |
| ---------------------------------------------------- | --------- | --------- | --------------------- | --------- | ------ | ------------------------------ |
| The Godfather (1972)                                 |           |           |                       |           |        | als de zoon van Tom Hagen      |
| The Godfather Part II (1974)                         |           |           |                       |           |        | als de jonge Sonny Corleone    |
| Apocalypse Now (1979)                                |           |           |                       |           |        | als Francis de Marais          |
| Clownhouse (1989)                                    |           |           |                       |           |        |                                |
| The Spirit of '76 (1990)                             |           |           |                       |           |        |                                |
| Bram Stoker's Dracula (1992)                         |           |           |                       |           |        |                                |
| Jack (1996)                                          |           |           |                       |           |        |                                |
| The Rainmaker (1997)                                 |           |           |                       |           |        |                                |
| The Virgin Suicides (1999)                           |           |           |                       |           |        |                                |
| Gunfighter (1999)                                    |           |           |                       |           |        | als Bandido                    |
| Star Wars: Episode I – The Phantom Menace (1999)     |           |           |                       |           |        | als Cid Rushing                |
| CQ (2001)                                            |           |           |                       |           |        |                                |
| $2 Bill (2002–2006)                                  |           |           |                       |           |        | Aflevering "The Strokes"       |
| Lost in Translation (2003)                           |           |           |                       |           |        |                                |
| The Life Aquatic with Steve Zissou (2004)            |           |           |                       |           |        |                                |
| Marie Antoinette (2006)                              |           |           |                       |           |        |                                |
| The Darjeeling Limited (2007)                        |           |           |                       |           |        |                                |
| Youth Without Youth (2006)                           |           |           |                       |           |        |                                |
| Tetro (2009)                                         |           |           |                       |           |        |                                |
| Fantastic Mr. Fox (2009)                             |           |           |                       |           |        | als Squirrel Contractor (stem) |
| Somewhere (2010)                                     |           |           |                       |           |        |                                |
| Moonrise Kingdom (2012)                              |           |           |                       |           |        |                                |
| On the Road (2012)                                   |           |           |                       |           |        |                                |
| A Glimpse Inside the Mind of Charles Swan III (2013) |           |           |                       |           |        |                                |
| The Bling Ring (2013)                                |           |           |                       |           |        |                                |
| The Grand Budapest Hotel (2014)                      |           |           |                       |           |        | Special photography unit       |
| Mozart in the Jungle (2014–)                         |           |           |                       |           |        |                                |
| A Very Murray Christmas (2015)                       |           |           |                       |           |        | Associate director             |
| The Beguiled (2017)                                  |           |           |                       |           |        |                                |
| The Phoenician Scheme (2025)                         |           |           |                       |           |        | samen met Wes Anderson         |